# با-موکو
با-موکو (به فرانسوی: Bas-Mauco) یک کمون (فرانسه) در فرانسه است که در canton of Saint-Sever واقع شده‌است. با-موکو ۱۱٫۵ کیلومتر مربع مساحت دارد ۶۰ متر بالاتر از سطح دریا واقع شده‌است.